# Parafia św. Maksymiliana Kolbego w Ulhówku
Parafia Świętego Maksymiliana Kolbego w Ulhówku – parafia należąca do dekanatu Tarnoszyn diecezji zamojsko-lubaczowskiej. Została utworzona w 1985. Mieści się pod numerem 1. Prowadzą ją księża diecezjalni.
Do parafii należą wierni z następujących miejscowości: Rzeplin-Osada, Podlodów, Rzeczyca i Ulhówek